# 존 폴 스투어
존 폴 스투어(Jon Paul Steuer, 1984년 3월 27일 ~ 2018년 1월 1일)는 미국의 배우, 텔레비전 배우, 가수이다.
에스콘디도에서 태어났으며 포틀랜드에서 사망하였다. 사인은 총상이다.

## 방송
- 그레이스 언더 파이어 시즌5
- 그레이스 언더 파이어 시즌4
- 그레이스 언더 파이어 시즌3
- 그레이스 언더 파이어 시즌2
- 그레이스 언더 파이어 시즌1

## 영화
- 리틀 자이언트 (1994년)
- 그레이스 언더 파이어 (1993년)
- 마지막 만찬 (1991년)